# Храм на Дионис (Калитеа)
Храмът на Дионис (на гръцки: Ιερό Διονυσίου) е археологически обект в халкидическото македонско село Калитеа, Гърция.

## История
Храмът е открит на морския бряг. На това място през втората половина на VIII век пр.н.е. еритрейски заселници от град Афитос основават в пещерата под скалата на югозападния склон на Калитеа храм на Дионисий и нимфите. Запазени са и издълбаните скални стълби и пещерата, служела за храм. В ІV век пр.н.е. в съседство е изграден голям дорийски храм в чест на Зевс Амон.